# Guido Lo Porto
Guido Lo Porto (Palermo, 3 febbraio 1937) è un politico italiano.

## Biografia
Laureato in giurisprudenza, avvocato, ha fatto parte per tanti anni del Movimento Sociale Italiano dove aderì subito alle organizzazioni giovanili Giovane Italia e FUAN, dove da presidente del gruppo d'ateneo di Palermo, ebbe come vice Paolo Borsellino. Negli anni '60 è stato consigliere nazionale dell'Unuri.
Il 24 ottobre 1969 mentre insieme ad alcuni amici (tra cui il futuro terrorista neofascista Pierluigi Concutelli) tornava dal poligono di Boccadifalco, Palermo, fu fermato dai Carabinieri che trovarono alcune armi da fuoco non denunciate nel bagagliaio della sua automobile.

### Deputato alla Camera

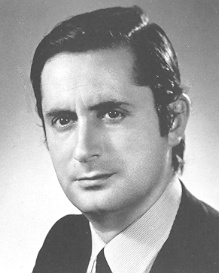
Lo Porto nel 1972

Nel 1972 venne eletto deputato nazionale, per la prima volta, nella circoscrizione Sicilia occidentale, nel MSI. Sempre rieletto nel 1976, nel 1979, 1983, 1987, 1992 e 1994, è stato vicepresidente del gruppo dal 1984 al 1992.
Legato da sempre a Pino Romualdi, è stato anche vicesegretario nazionale del MSI-DN e direttore del Secolo d'Italia a inizio degli anni '90. È stato anche consigliere comunale di Palermo, negli anni '80 e dal 1998 al 1999. Membro della Commissione parlamentare antimafia dal 1983 al 1992, nel 1987 criticò la decisione di istituire il Maxiprocesso.
Nel maggio 1992 propose al suo partito di votare Paolo Borsellino alla presidenza della Repubblica, e il magistrato ottenne 47 voti.
Eletto nel marzo 1994 deputato nel collegio uninominale "Palermo - Libertà", è stato nominato sottosegretario al Ministero della Difesa nel primo governo Berlusconi (1994-1995). Ancora eletto alla Camera nel 1996 e nel 2001, stavolta con Alleanza Nazionale, partito di cui è stato coordinatore regionale dal 1994.

### Presidente dell'ARS
Nel giugno 2001 si dimette dalla Camera per essere eletto deputato regionale, dove viene eletto presidente dell'Assemblea Regionale Siciliana (2001-2006). Ha presieduto la Fondazione Federico II di Palermo. Nel 2002 lascia la guida del partito nell'isola a Nello Musumeci. Resta presidente dell'ARS fino al 2006.
Riconfermato deputato all'ARS con AN alle elezioni regionali del 2006, eletto sia nel collegio regionale che in quello di Palermo.

### Assessore regionale
Dal luglio 2006 è assessore al Bilancio della Regione Siciliana nella seconda giunta Cuffaro, fino al maggio 2008, per lo scioglimento anticipato della legislatura, e decide di non ricandidarsi all'Ars. Nel giugno 2007 fonda un settimanale, Il Siciliano, che pubblica fino al 2009.
Nel 2010 ha pubblicato un libro-intervista "Il figlio del sole", a cura di Dario Miceli.